# Isopogon prostratus
Isopogon prostratus (лат.) — вид растений рода Изопогон семейства Протейные, эндемичный для юго-восточной Австралии.

## Описание
I. prostratus — стелющийся широкий кустарник до 1 м в диаметре с красноватыми веточками. Листья 40-100 мм в длину с линейными лопастями. Цветки расположены на концах веток в сидячих, более или менее сферических соцветиях — цветочных головках — диаметром 25-35 мм с яйцевидными прицветниками. Цветки до 12 мм в длину, жёлтые и более или менее гладкие. Цветёт с октября по декабрь. Плод — опушённый орех, сросшийся с другими в более или менее сферическую плодовую головку диаметром около 20 мм.

## Ареал и местообитание
Растёт к западу от Сиднея, на Большом Водораздельном хребте южнее городка Фернбэнк в штате Виктория. Встречается на хребте Будаванг и холмах Биг-Бадья. Часто произрастает вместе с Allocasuarina nana.